# Буралы-Чишма
Буралы-Чишма — деревня в Сармановском районе Татарстана. Входит в состав Новоимянского сельского поселения.

## География
Находится в восточной части Татарстана на расстоянии приблизительно 17 км на юг-юго-запад по прямой от районного центра села Сарманово.

## История
Основана в 1924—1926 годах выходцами из деревни Кутемели (ныне село).

## Население
Постоянных жителей было: в 1926—140, в 1949—224, в 1958—211, в 1970—257, в 1979—149, в 1989 — 86, 93 в 2002 году (татары 96 %), 104 в 2010.